# Marianna Nawrot
Marianna Jolanta Nawrot (ur. 12 maja 1953 w Wyrzece) – polska rolniczka, poseł na Sejm PRL VII kadencji.

## Życiorys
Uzyskawszy wykształcenie zasadnicze zawodowe, w 1974 rozpoczęła naukę w Zaocznym Technikum Rolniczym w Środzie Wielkopolskiej. Prowadziła gospodarstwo rolne w Kamionkach. Zasiadała w Zarządzie Gminnym Związku Socjalistycznej Młodzieży Wiejskiej w Kórniku. Należała też do koła Zjednoczonego Stronnictwa Ludowego w Kamionkach. W 1976 uzyskała mandat posła na Sejm PRL w okręgu Poznań. Zasiadała w Komisji Oświaty i Wychowania oraz w Komisji Rolnictwa i Przemysłu Spożywczego. Ponadto pełniła obowiązki sekretarza Sejmu.